# レイジー・リヴァー
『レイジー・リヴァー』（Lazy River）あるいは『アップ・ア・レイジー・リヴァー』（Up A Lazy River）はホーギー・カーマイケルとシドニー・アロディンによって書かれた楽曲で、1930年に出版された。メロディはアロディンが書き、カーマイケルが編曲と作詞、改変を行なっている。この曲はジャズ、ポップスのスタンダード曲として知られ、下記を含む多くのアーティストによってレコーディングされている。

## レコーディングされたバージョン
| - アッカー・ビルク - アダム・フェイス (1963年) - アート・ムーニーと彼のオーケストラ（歌：キャシー・ライアン・アンド・ザ・クローバー・リーフス） (1952年) - ベニー・グッドマンと彼のオーケストラ（歌：ヘレン・フォレスト） (1941年) - ベティ・ジョンソン (1950年) - ビング・クロスビー & ルイ・アームストロング （1960年のアルバム『Bing & Satchmo』収録） - ボブ・ウィルス・アンド・ヒズ・テキサス・プレイボーイズ（1947年） - ボビー・ダーリン （1961年）Billboard Hot 100で14位にヒットを記録、カナダで16位 - ブレンダ・リー （1962年） - カサ・ロマ・オーケストラ（1938年） - チェット・アトキンス - クリフ・リチャード 、アルバム『Bold as Brass』収録 - クリス・バーバー - シドニー・ベシェ - ミーナ・マッツィーニ - クリスタル・ゲイル（1999年） - ディック・トッド - エディ・ハワード - ジーン・ヴィンセント （1956年） - ジョージィ・フェイムとアニー・ロス（1981年） - グレン・ミラーと彼のオーケストラ - ハンク・トンプソン（1972年） | - ハリー・コニック・ジュニア（1988年） - ハリー・ジェイムスと彼のオーケストラ - ホーギー・カーマイケル（1930年） - ジュリア・リー - ケイ・スター - ケニー・ボール - レオン・レッドボーン - レス・ブラウン・アンド・ヒズ・バンド・オヴ・レナウン - レス・ポール・トリオ - ルイ・アームストロング と彼のオーケストラ（1931年） - ルイ・プリマと彼のニューオーリンズ・ギャング （1936年） - マンハッタン・トランスファー - メーガン・ムラーリー - マール・トラヴィス - マイケル・ブーブレ - ナット・キング・コール・トリオ（歌：アニータ・ボイヤー） - パット・ブーン （1958年） - ポール・ホワイトマンと彼のオーケストラ（1956年） - ペギー・リー - ピート・ファウンテン | - フィル・ハリスと彼のオーケストラ（1932年） - レイ・アンソニー - レックス・アレン（1961年） - リッキー・リー・ジョーンズ - ロバータ・シャーウッド（1956年） - Rockapella - ローズマリー・クルーニー （1956年） - ラスティ・ドレーパー（1957年） - サム・ビューテラ・アンド・ザ・ウィットネセズ - サミー・デイヴィスJr.（1963年） - サイ・ゼントナーと彼のオーケストラ（1961年）(カナダのチャート19位） - スヴェンド・アスムッセン - テネシー・アーニー・フォード - テックス・ベネキーと彼のオーケストラ - エイムス・ブラザーズ - フォー・ラッズ - ガトリン・ブラザーズ（1994年） - ミルス・ブラザーズ（1952年） - プラターズ - ザ・スリー・サンズ - ウッディー・ハーマンと彼のオーケストラ（1941年） - ジャニュアリー・ジョーンズ |

## 大衆文化への広がり
- この曲はオレゴン州ポートランドのセントジョンズ橋下のカテドラル公園のオルゴールに常設展示の形で設置されている。常設展示の形でカテドラル公園に設置カテドラル公園のオルゴールの近距離からの写真

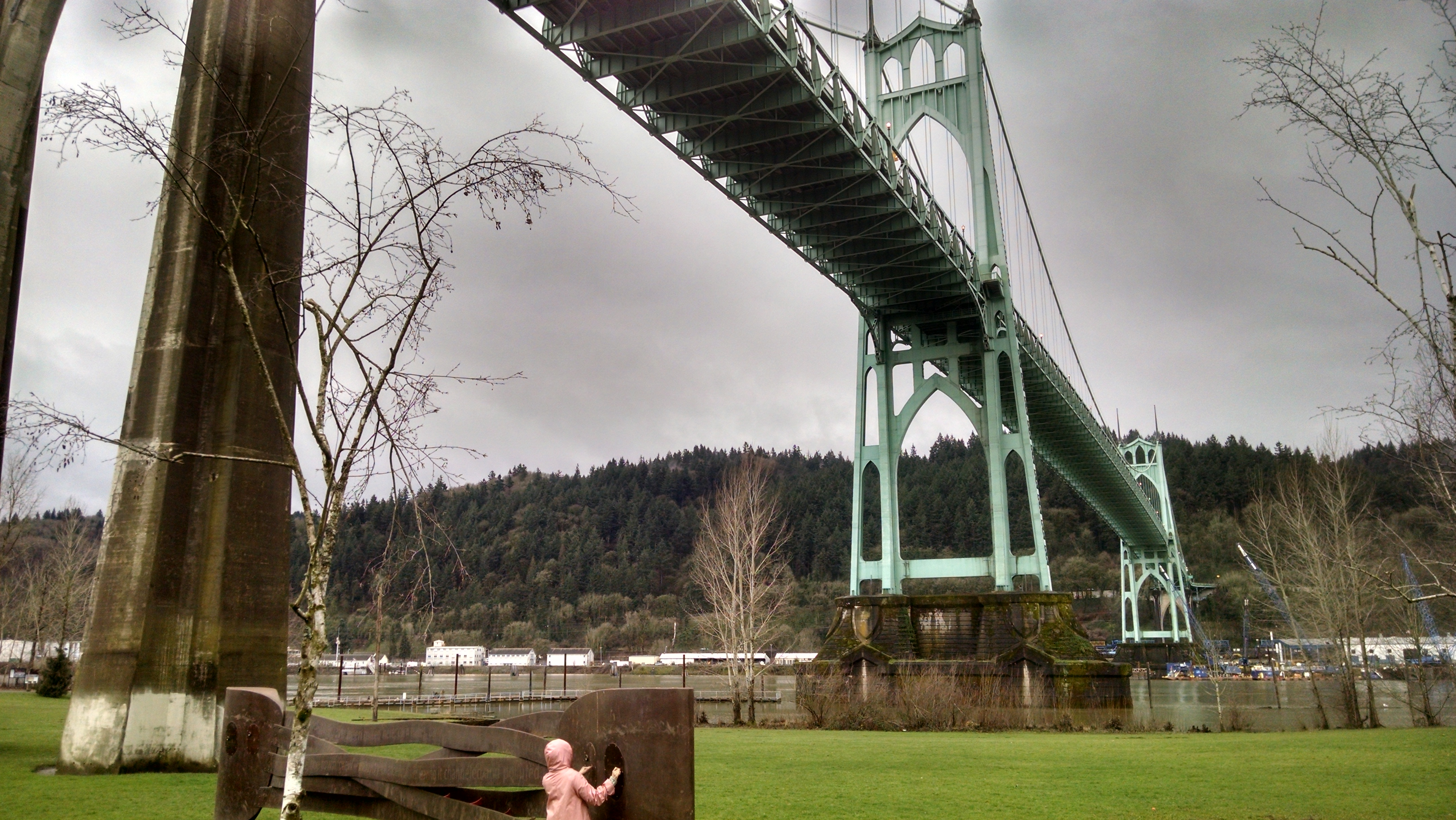
常設展示の形でカテドラル公園に設置

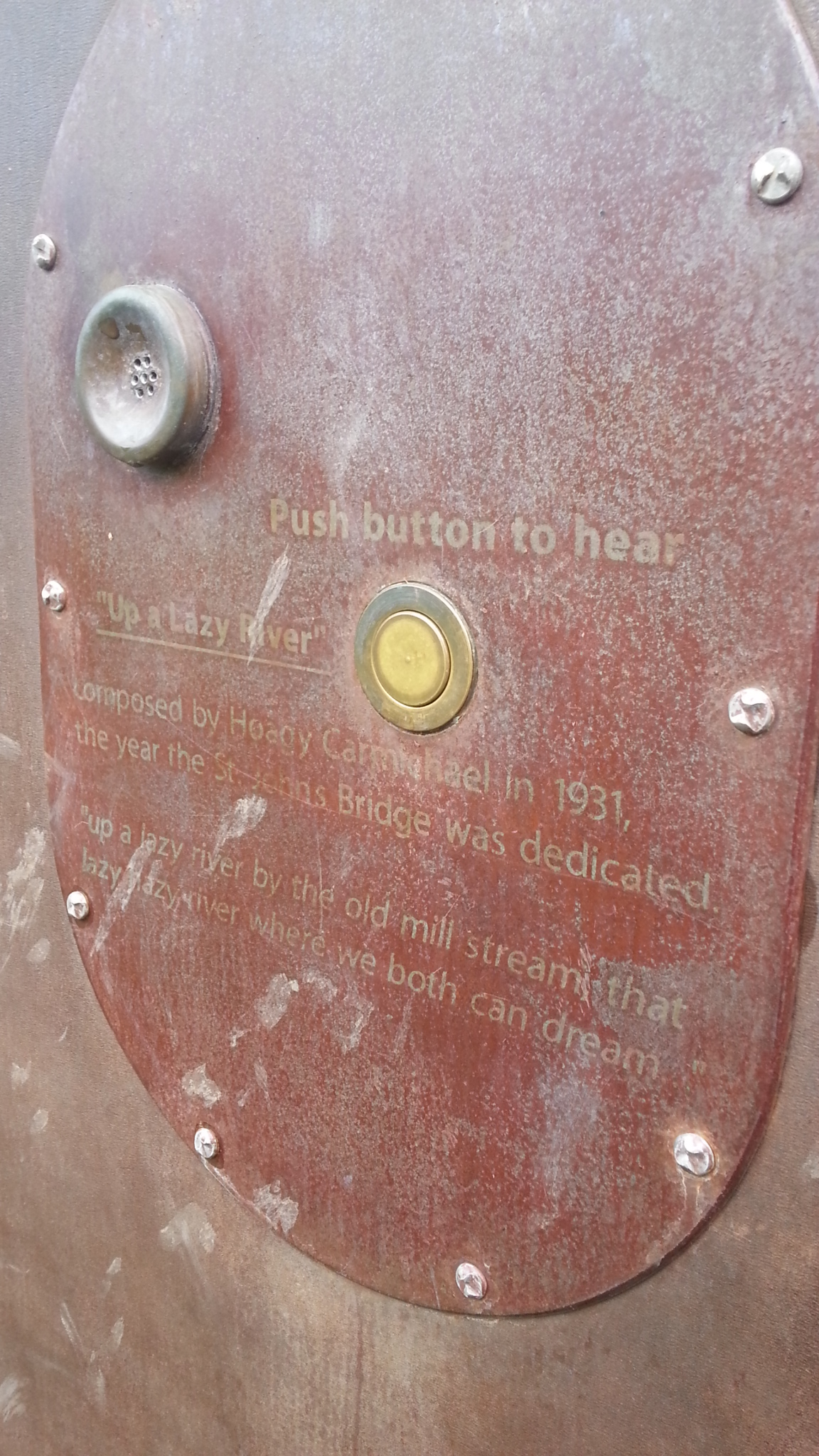
カテドラル公園のオルゴールの近距離からの写真

- この曲をカーマイケルがプレイしたものは、1946年のアカデミー賞を受賞した映画『我等の生涯の最良の年』で使用されている[8] 。
- この曲は1959年の映画『Hey Boy! Hey Girl!』でも使用されている。
- この曲は1990年の映画『Shredder Orpheus』でも使用されている。
- 1994年の映画『ブロードウェイと銃弾』ではボディガードのチーチのテーマ曲としてこの曲が頻繁に登場する。